# Guntín

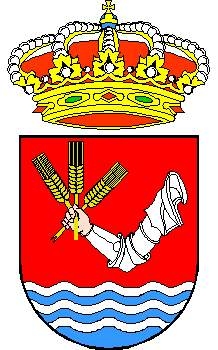
Coat of arms

Guntin là một đô thị ở tỉnh Lugo, Galicia, tây bắc Tây Ban Nha.

## Parroquia
| - Castelo de Pallares (San Salvador) - Costante (San Miguel) - Entrambasaugas (Santiago) - Ferreira de Pallares (Santa María) - Ferroi (Santiago) - Francos (San Salvador) - Gomelle (Santiago) - Grolos (Santa Cruz) - Guntín de Pallares (San Salvador) - Lamela (Santa Mariña) - Lousada (Santa Eulalia) - Monte de Meda (San Martiño) - Mosteiro (Santa María) - A Mota (Santo Estevo) - Mougán (Santa María Madanela) - Navallos (San Pedro) | - Ourol (San Xulián) - Piñeiras (San Mamede) - Pradeda (Santa Eulalia) - San Cibrao de Monte de Meda (San Cibrao) - San Mamede de Lousada (San Mamede) - San Romao da Retorta (San Romao) - Santa Cruz da Retorta (Santa Cruz) - Santa Euxea (San Xoán) - Santa María de Ferroi (Santa María) - Sirvián (Santa María) - Vilamaior de Negral (San Lourenzo) - Vilameá (San Martiño) - Vilamerelle (San Vicente) - Vilarmao (San Miguel) - Zolle (Santa María) |

Bản mẫu:Lugo (province)